# Las Candolièiras
Las Candolièiras (en francès Escandolières) és un municipi francès situat al departament de l'Avairon i a la regió d'Occitània.

## Demografia
| 1962                                       | 1968 | 1975 | 1982 | 1990 | 1999 | 2006 |
| ------------------------------------------ | ---- | ---- | ---- | ---- | ---- | ---- |
| 264                                        | 324  | 298  | 272  | 254  | 224  | 207  |
| Des de 1962: població sense dobles comptes |      |      |      |      |      |      |

## Administració
| Període   | Identitat         | Partit |
| --------- | ----------------- | ------ |
| 1945-1971 | Louis-Henri Marty |        |
| 1971-1983 | Roger Laporte     |        |
| 1983-2001 | Jean-Pierre Marty |        |
| 2001-2008 | André Depuille    |        |
| 2008-     | Jean-Pierre Marty |        |